# Dremil e la Faja
Dremil e la Faja (oficialment Drémil-Lafage) és un municipi occità del Tolosà, en el Llenguadoc, en el departament de l'Alta Garona, a la regió d'Occitània.